# Nicétas de Rémésiana
Pour les articles homonymes, voir Nicétas.
Nicétas de Rémésiana (335 ?- 414 ?) était probablement un évêque d'expression latine de la ville de Rémésiana en Dacie méditerranéenne, aujourd'hui Bela Palanka, dans l'actuelle Serbie. La reconstitution de sa vie, sur la base de textes de Paulin de Nole et de Gennade de Marseille reste spéculative.
Peut-être originaire de la tribu Illyrienne des Dardani, Nicétas vécut au temps de Paulin de Nole qu'il visita probablement deux fois en Italie.
On lui attribue l'évangélisation des Bessi du sud de la Thrace. Sur la base de mentions chez Gennade de Marseille et chez Cassiodore, plusieurs essais de reconstitution de son œuvre littéraire ont été entrepris. Ainsi, on lui a attribué la paternité de deux homélies consacrées aux Vigiles nocturnes et aux Bienfaits de la psalmodie considérés comme les vestiges d'une vaste catéchèse populaire. Ces textes ont circulé au Moyen Âge sous forme de préfaces du psautier dans certaines Bibles. D'autres auteurs possibles du traité des Bienfaits de la psalmodie sont Jérôme de Stridon ou Augustin d'Hippone. L'attribution à Nicétas de la paternité de l'hymne Te Deum est contestée.

## Vénération et patronat
Nicétas est vénéré comme saint par l'Église catholique et par l'Église orthodoxe. Il est considéré comme un des pères fondateurs de l'Église orthodoxe roumaine.
Sa fête, qu'il partage avec Paulin de Nole, est fixée au 22 juin.